# Zuidwest-Atjeh
Zuidwest-Atjeh (Indonesisch: Aceh Barat Daya) is een regentschap in de provincie Atjeh op Sumatra, Indonesië. Het regentschap heeft 132.690 inwoners (2014) en heeft een oppervlakte van 1.490 km². De hoofdstad van Zuidwest-Atjeh is Blangpidie.
Het regentschap is onderverdeeld in 9 onderdistricten (kecamatan):
1. Babah Rot
2. Blangpidie
3. Jeumpa
4. Kuala Batee
5. Lembah Sabil
6. Manggeng
7. Setia
8. Susoh
9. Tangan-tangan

## Onderliggende bestuurslagen
| - Adan - Alue Dama - Alue Jerjak - Alue Padee - Alue Peunawa - Alue Pisang - Alue Rambot (Jeumpa) - Alue Rambot (Manggeng) - Alue Sungai Pinang - Alum Anggota - Aso Nanggro - Baharu (Blang Pidie) - Baharu (Susoh) - Barat - Baru - Bineh Krueng - Blang Dalam (Babah Rot) - Blang Dalam (Susoh) - Blang Makmur - Blang Manggeng - Blang Padang - Blang Panyang - Cot Bak-U - Cot Jeurat - Cot Mancang - Cot Mane - Drien Jalo - Drien Kipah - Durian Jangek - Durian Rampak - Gadang - Gelanggang Gajah - Geulanggang Batee - Geulumpang Payong - Gudang - Guhang - Gunung Cut - Gunung Samarinda - Ie Lhop - Ie Mameh - Ie Merah - Iku Lhung - Kampung Tengah - Kedai - Kedai Palak Kerambil - Kedai Paya - Kedai Siblah - Kedai Susoh - Kepala Bandar - Keudee Baro - Kota Bahagia - Krueng Batee - Kuala Terubu - Kuta Bahagia - Kuta Bak Drin - Kuta Jeumpa - Kuta Makmur | - Kuta Paya - Kuta Tinggi - Kuta Tuha - Ladang Neubok - Ladang Panah - Ladang Tuha I - Ladang Tuha II - Lama Tuha - Lamkuta - Lampoh Drien - Lhang - Lhok Gajah - Lhok Pawoh - Lhok Puntoy - Lhung Asan - Lhung Baro - Lhung Gelumpang - Lhung Tarok - Mata Ie - Mesjid - Meudang Ara - Meunasah - Meunasah Sukon - Meunasah Tengah - Meurandeh - Mon Mameh - Muka Blang - Padang Bak Jeumpa - Padang Bakjok - Padang Baru - Padang Geulumpang - Padang Hilir - Padang Kawa - Padang Kelele - Padang Panjang - Padang Sikabu - Palak Hilir - Palak Hulu - Panjang Baru - Pantai Perak - Pante Geulumpang - Pante Pirak - Pante Raja - Pantee Cermin - Pantee Rakyat - Panto Cut - Panton Makmur - Panton Raya - Pasar Blang Pidie - Pasar Kuta Bahagia - Pawoh - Paya - Pinang (Susoh) - Pisang (Setia) - Pulau Kayu - Pusu - Rambong | - Rubek Meupayong - Rumah Dua Lapis - Rumah Panjang - Sejahtera - Seunaloh - Seunalop - Suak Labu - Suak Nibong - Suka Damai - Tangah - Tangan Tangan Cut - Tengah - Tokoh - Tokoh II - Ujung Padang (Manggeng) - Ujung Padang (Susoh) - Ujung Tanah |

Stadsgemeenten: Banda Atjeh · Langsa · Lhokseumawe · Sabang · Subulussalam

Regentschappen: West-Atjeh · Zuidwest-Atjeh · Aceh Besar · Aceh Jaya · Zuid-Atjeh · Aceh Singkil · Aceh Tamiang · Aceh Tengah · Aceh Tenggara · Aceh Timur · Noord-Atjeh · Bener Meriah · Bireuen · Gayo Lues · Nayan Raya · Pidie · Pidie Jaya · Simeulue